# Coronacrisis in Brazilië
De coronacrisis in Brazilië maakt deel uit van de coronapandemie veroorzaakt door SARS-CoV-2. Het virus werd op 25 februari 2020 naar Brazilië verspreid toen een man uit São Paulo positief op het virus testte. Op 19 februari 2021 telde Brazilië als derde land ter wereld meer dan 10 miljoen besmettingen. Op dat moment telde het land 243.400 sterfgevallen als gevolg van een coronabesmetting.
De pandemie heeft tot verschillende reacties geleid van federale, staats- en lokale overheden, met impact op de politiek, het onderwijs, het milieu en de economie. Op 27 maart kondigde Brazilië een tijdelijk verbod op buitenlandse luchtreizigers aan en de meeste gouverneurs van de staat hebben quarantaines opgelegd om de verspreiding van het virus te voorkomen.

## Achtergrond
Op 12 januari bevestigde de Wereldgezondheidsorganisatie (WHO) dat een nieuw coronavirus de oorzaak was van een luchtwegaandoening bij een cluster van mensen in Wuhan, Hubei, China, dat op 31 december 2019 aan de WHO werd gemeld.
In tegenstelling tot de SARS-uitbraak van 2003 was de sterftecijferratio voor COVID-19 veel lager, maar de overdracht was aanzienlijk groter, met een aanzienlijk hoog dodental.

## Voorbereiding
Op 28 januari heeft het ministerie van Volksgezondheid (Ministério da Saúde) de noodwaarschuwing verhoogd naar niveau 2 van 3, gezien een "onmiddellijke dreiging" voor Brazilië, aangezien een vermoedelijk geval werd onderzocht in Belo Horizonte, Minas Gerais, een student die onlangs Wuhan, China, de plaats van herkomst van de uitbraak, had bezocht.  De volgende dag kondigde het ministerie aan dat het onderzoek deed naar twee andere vermoedelijke gevallen in Porto Alegre en Curitiba. Op 3 februari zei de minister van Volksgezondheid Luiz Henrique Mandetta dat de Braziliaanse regering een noodsituatie op het gebied van de volksgezondheid van internationaal belang zou uitroepen, zelfs zonder bevestigde gevallen in het land.
Op 3 februari zei de minister van Volksgezondheid ook dat de regering zou helpen bij de terugkeer van Brazilianen uit Wuhan, China en twee dagen later stuurde de regering twee vliegtuigen om 34 Brazilianen uit Wuhan te repatriëren. Het plan was om op 8 februari naar het land terug te keren, waarna zij, de cockpitbemanning en de artsen en gezondheidswerkers met wie zij contact hadden, 18 dagen in quarantaine zouden worden geplaatst op een Braziliaanse luchtmachtbasis in Anápolis, Goiás.  Op 23 februari werden de in quarantaine geplaatste mensen enkele dagen eerder dan gepland ontslagen, omdat herhaalde tests negatieve resultaten voor COVID-19 lieten zien.

## Chronologie van de uitbraak in Brazilië

### Februari 2020
- 25 februari: Het eerste geval van COVID-19 in Brazilië - dat was ook het eerste in Zuid-Amerika - werd gemeld door de gezondheidsafdeling van São Paulo. De besmette persoon was een 61-jarige man die was teruggekeerd uit Lombardije, Italië. (Hij herstelde uiteindelijk.) Een tweede geval werd kort daarna bevestigd door een andere persoon die onlangs uit Italië was gereisd.
- 28 februari: Braziliaanse wetenschappers van het Adolfo Lutz Instituut en het Instituut voor Tropische Geneeskunde van de Universiteit van São Paulo - onderdeel van het Centrum voor Diagnoses & Epidemiologie - kondigden aan dat ze COVID-19 hadden vastgesteld in twee gevallen in Brazilië. De sequentiebepaling was voltooid in een recordtijd van twee dagen en werd vrijgegeven in de GISAID-database. De informatie zou helpen bij het verbeteren van de diagnose- en controlemaatregelen om de verspreiding van het virus tegen te gaan. Uit de analyse bleek dat het virus twee keer afzonderlijk was geïntroduceerd vanuit Noord-Italië naar Brazilië. Dit heeft directe gevolgen voor het begrijpen van de uitbraak in Italië.[bron?]

### Maart 2020
- 6 maart: Braziliaanse wetenschappers kondigden de laboratoriumteelt van het coronavirus aan. De bedoeling was om te helpen bij het diagnosticeren en vaccineren tegen de ziekte.
- 12 maart: Fábio Wajngarten, perssecretaris van president Jair Bolsonaro, testte positief voor COVID-19. De gezondheid van de president en zijn kabinet werd gecontroleerd vanwege hun recente blootstelling aan de besmette man. Wajngarten was ook in contact geweest met de Amerikaanse president Donald Trump en vicepresident Mike Pence tijdens het bezoek van Bolsonaro aan Miami op 7 maart.

Het ministerie van Volksgezondheid verzocht om een extra $ 10 miljard in de federale begroting om de ziekte in Brazilië te bestrijden. De schatting was dat er onmiddellijk 2.000 intensivecareafdelingen nodig zijn.
- 17 maart: Braziliës eerste coronavirusgerelateerde dood werd bevestigd. Op dit moment waren er 291 bevestigde gevallen in het land.

De staat Santa Catarina heeft de noodtoestand uitgeroepen. Als preventieve maatregelen sloot het niet-essentiële winkels en diensten (winkelcentra, sportscholen, restaurants, hotels) en werden het openbaar vervoer, openbare vergaderingen, concerten, theaters, sportevenementen en religieuze diensten opgeschort/gesloten.
- 20 maart: Gezondheidsdiensten van de staat meldden bijna duizend bevestigde gevallen in 23 van de 26 staten en ook in het federale district.
- 21 maart: De staat São Paulo heeft een staatsbrede quarantaine uitgeroepen. Alle handel en niet-essentiële diensten zouden tussen 24 maart - 7 april sluiten. (De quarantaine werd later verlengd.)

Alle Braziliaanse staten hadden ten minste één bevestigd geval van COVID-19 gemeld, met als meest recente Roraima.
- 26 maart: Een maand na de eerste bevestigde besmetting op 26 februari meldde het ministerie van Volksgezondheid dat Brazilië 2.915 bevestigde gevallen en 77 sterfgevallen had.
- 28 maart: Het ministerie van Volksgezondheid meldde dat Brazilië 3.904 bevestigde gevallen en 114 sterfgevallen had, wat wijst op een sterfte van 2,9%. Ongeveer 90% van de sterfgevallen waren mensen ouder dan 60 jaar en de meesten waren mannen. Bij 84% van de sterfgevallen hadden patiënten ten minste één risicofactor, meestal hartaandoeningen, gevolgd door diabetes en pneumopathie.
- 31 maart: De Amerikaanse federale regering heeft twee miljoen doses hydroxychloroquine aan Brazilië geschonken voor profylactisch en therapeutisch gebruik.

### April 2020
- 6 april: President Jair Bolsonaro dreigde de minister van Volksgezondheid, Luiz Henrique Mandetta, te ontslaan nadat ze met elkaar in botsing waren gekomen.  Na kritiek trok Bolsonaro zich tijdelijk terug.
- 9 april: De federale regering heeft haar eerste financiële steun verleend aan het publiek. Meer dan 2,5 miljoen mensen ontvingen $ 600.
- 10 april: Brazilië bevestigde de duizendste dood door het coronavirus, het aantal bevestigde gevallen bedroeg bijna 20.000.

Het virus had afgelegen locaties bereikt; een Yanomami-tiener stierf eraan in Roraima.
- 14 april: Het ministerie van Volksgezondheid heeft in totaal 25.262 bevestigde gevallen en 1.532 bevestigde sterfgevallen gemeld. Meer dan 14.000 mensen werden hersteld verklaard, hoewel ze niet virusvrij waren, alleen dat ze uit een ziekenhuis werden ontslagen of asymptomatisch waren.
- 16 april: President Bolsonaro heeft de minister van Volksgezondheid, Luiz Henrique Mandetta, ontslagen wegens meningsverschillen over richtlijnen voor sociale afstand.  Hij zei dat hij een minister van Volksgezondheid zou aanwijzen die de heropening van bedrijven "zo snel mogelijk" voorstaat. Kort daarna werd Nelson Teich aangesteld om hem te vervangen.
- 30 april: Brazilië haalt China in qua aantal bevestigde gevallen, meer dan 87.000.

### Mei 2020
- 3 mei: Brazilië bevestigde meer dan 100.000 gevallen; het aantal gevallen was in minder dan 10 dagen verdubbeld.
- 7 mei: Verschillende steden in de noordelijke staten Amazonas en Pará zijn begonnen met het uitvaardigen van afsluitmaatregelen om de verspreiding van het virus tegen te gaan.  Andere steden in andere staten overwegen hetzelfde te doen.
- 9 mei: Brazilië bevestigde meer dan tienduizend doden; het aantal sterfgevallen verdubbelde in minder dan twee weken.
- 14 mei: Brazilië bevestigde meer dan 200.000 gevallen; het aantal gevallen was in 11 dagen verdubbeld.

De staat Ceará werd de staat met de op één na meeste bevestigde gevallen en haalde Rio de Janeiro in.
- 15 mei: De Braziliaanse minister van Volksgezondheid, Nelson Teich, neemt minder dan een maand nadat hij is voorgedragen ontslag. Hij noemde vergelijkbare redenen als zijn voorganger: zijn botsingen met de president over het gebruik van hydroxychloroquine, de richtlijnen voor sociale afstand, en overruled worden als het ging om de regels die hij moest definiëren. Generaal Eduardo Pazuello nam de rol van interim-minister van Volksgezondheid op zich, totdat er een officiële vervanger kan worden gevonden.
- 26 mei: Reuters meldde dat volgens vier functionarissen de eerste reactie van het ministerie van Volksgezondheid op 13 maart op de pandemie werd gestopt en minder dan een dag later door president Bolsonaro werd teruggeschroefd, waarbij de macht op 16 maart werd overgedragen van het ministerie aan het kantoor van generaal Walter Souza Braga Netto, de stafchef van het kabinet.[bron?]
- 31 mei: Brazilië bevestigde meer dan 500.000 gevallen; het aantal gevallen was in minder dan 14 dagen verdubbeld.

### Juni 2020
- 1 juni: Brazilië bevestigde meer dan 30.000 doden.
- 5 juni: De Braziliaanse regering sluit de officiële website met dagelijkse COVID-19-rapporten en rapporteert niet langer het totale aantal doden en actieve gevallen.
- 6 juni: Carlos Wizard, de nieuwe minister van Wetenschap en Technologie van het ministerie van Volksgezondheid, beweert dat staten het aantal COVID-19-sterfgevallen in Brazilië te hoog opvoeren als een programma voor budgetverschuiving, en roept op om het totale aantal doden te tellen.[bron?]
- 7 juni: De regering heeft besloten dat het niet langer cumulatieve COVID-19-cijfers zal publiceren, met het argument dat eerdere cijfers mogelijk misleidend waren. Het ministerie van Volksgezondheid publiceert alleen de aantallen nieuwe gevallen en sterfgevallen in de afgelopen 24 uur.  Als reactie hierop richtten grote mediagroepen in het land een raad op om gegevens te blijven registreren en publiceren volgens de oorspronkelijke methode, te midden van beweringen dat het initiatief van de regering een manoeuvre zou kunnen zijn om in plaats daarvan de bevolking te misleiden.

### Februari 2021
- 19 februari: Brazilië bevestigt als derde land in de wereld meer dan 10 miljoen besmettingen.

### Maart 2021
- 4 maart: Het land noteert 1910 nieuwe COVID-19-doden, het hoogste aantal op een dag sinds het begin van de pandemie. Een dag eerder overleden er 1641 mensen, wat ook een record was.[2]

## Reactie
Beleidsreacties en preventie aangekondigd in het land tijdens de COVID-19-pandemie:

### Wetenschappelijk onderzoek en voorspelling
Op 19 maart voorspelden wetenschappers in Brazilië in het ergste geval tot 2 miljoen doden zonder maatregelen. Ze wezen erop dat een beleid van sociale afstand een van de meest effectieve maatregelen was, gezien het ontbreken van een vaccin.
Op 20 maart waarschuwden experts uit Italië dat de groeicurve van het coronavirus in Brazilië die van de Europese landen zou herhalen. Een observatorium met natuurkundigen van USP, Unicamp, Unesp ,UnB, UFABC, UC Berkeley en de Universiteit van Oldenburg toonde aan dat het aantal geïnfecteerde mensen, gezien de gegevens van 19 maart, elke 54 uur verdubbelde en dat het totale aantal gevallen de 3.000 zou overschrijden op de 24e.
Op 21 maart begonnen onderzoekers de beschikbaarheid van testen in Brazilië te vergroten. De Staatsuniversiteit van Rio de Janeiro probeerde een serologische test te maken, in tegenstelling tot de meer gebruikelijke PCR-test, om infecties op te sporen via bloedmonsters van een patiënt. Minister van Volksgezondheid Luiz Henrique Mandetta zei dat het aantal gevallen tot eind juni exponentieel zou toenemen.
Op 23 maart voorspelde een rapport van FGV- econoom Emerson Marçal een negatief BBP van 2020 tot 4,4% als gevolg van het effect van het coronavirus.
Elf COVID-19-patiënten stierven na het ontvangen van hoge doses van het antimalariamiddel chloroquine in een onderzoek in Brazilië. Dit werd medio april gemeld. De studie werd stopgezet.

### Maatregelen

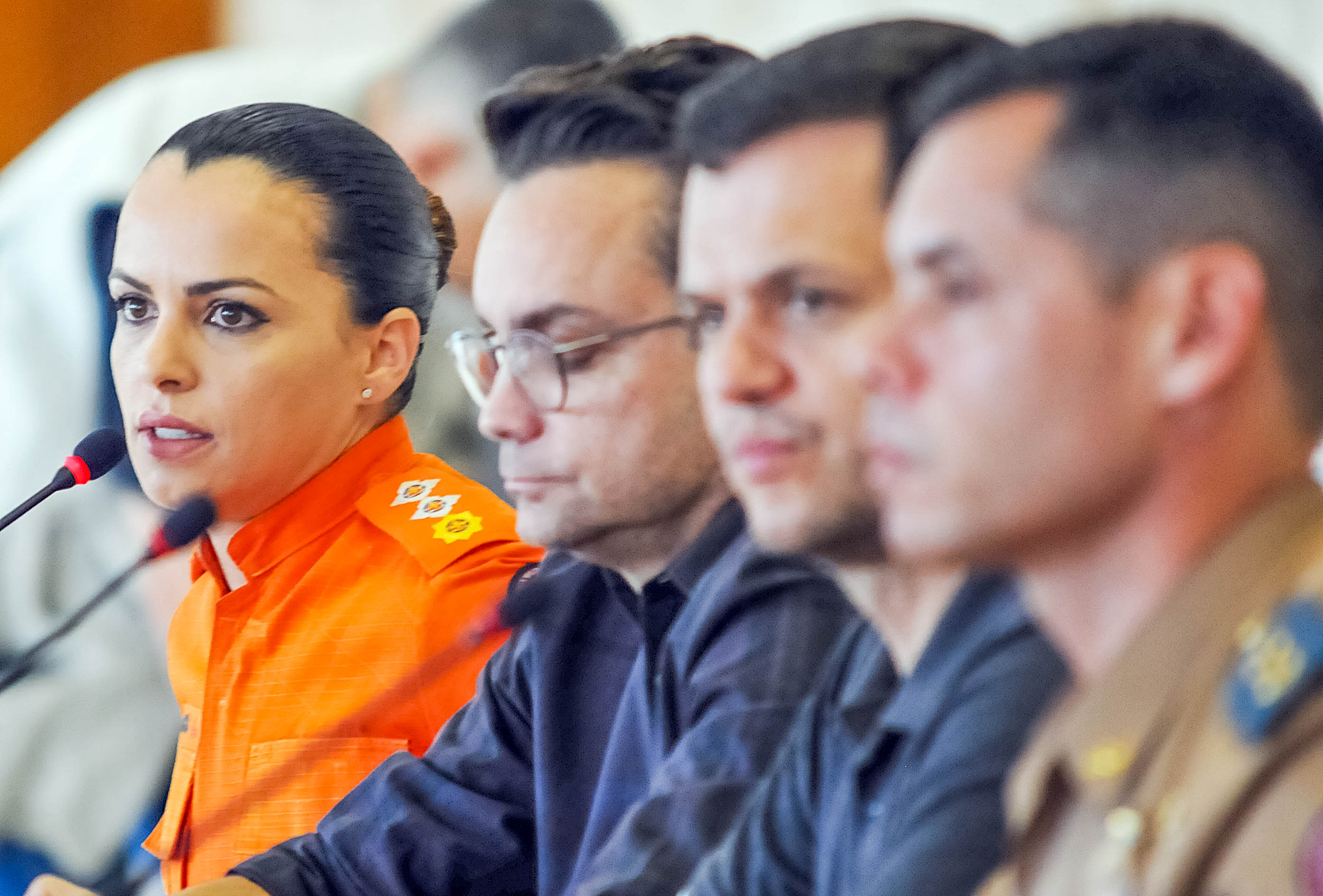
Braziliaanse brandweerlieden zullen helpen bij het opsporen van vermoedelijke gevallen.

Op 17 maart sloten de Braziliaanse autoriteiten hun grens met Venezuela gedeeltelijk. Minister van Volksgezondheid Luiz Henrique Mandetta had aangedrongen op sluiting van de grens vanwegede falende gezondheidszorg van Venezuela.
Op 18 maart hadden Rio de Janeiro en vijf andere gemeenten, São Gonçalo, Guapimirim, Niterói, Nova Iguaçu en Mesquita in de staat Rio de Janeiro, de noodtoestand uitgeroepen om het coronavirus in bedwang te houden.
De volgende dag kondigde de regering van Rio Grande do Sul een openbare noodsituatie af. Tot de genomen maatregelen behoorden het verbod op reizen tussen staten en de beperking van op markten gekochte artikelen.

Op 20 maart heeft de regering van Rio Grande do Norte een openbare noodsituatie afgekondigd, via een bekendmaking in het staatsblad.

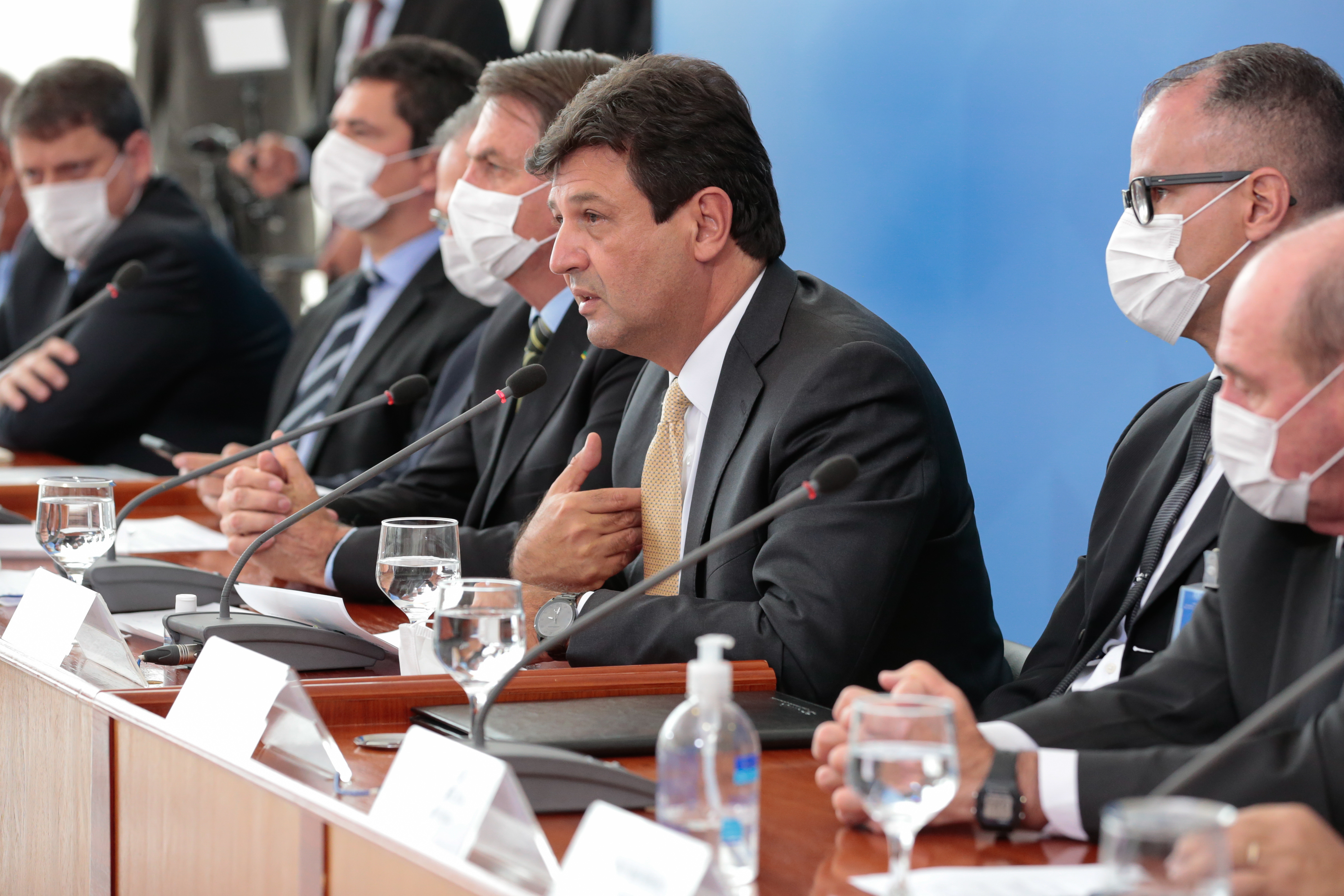
Verklaringen van de regering over de ziekte op het Palácio do Planalto.

Op 21 maart steeg het aantal gevallen van het coronavirus in twee uur met bijna 40% in São Paulo. Steden in de regio Campinas hebben een noodsituatie afgekondigd. Naast de metropool hebben Hortolândia, Holambra, Indaiatuba, Itapira, Jaguariúna, Mogi Guaçu, Mogi Mirim, Paulínia, Sumaré en Águas de Lindoia besluiten uitgevaardigd met speciale maatregelen om de verspreiding van COVID-19-gevallen te beperken. Valinhos en Vinhedo riepen de noodtoestand uit.
Op 9 mei heeft de regering van Rio Grande do Sul een nieuw sociaal afstandsplan opgesteld. Aangezien sommige gebieden meer werden getroffen dan andere, heeft de lokale overheid de staat in 20 sectoren ingedeeld. Elke sector wordt gerangschikt op basis van het aantal gevallen, de bezettingsgraad van het ziekenhuis en andere factoren van geel (laag risico) tot oranje, rood en zwart (hoog risico). Het doel van deze schaal is om beter te kunnen reageren op de huidige pandemie en om de bevolking in gebieden met een lager risico terug te laten keren naar een enigszins normaal leven.

### Intern beleid
Op 20 maart bekritiseerde Bolsonaro de gouverneur van Rio de Janeiro, Wilson Witzel (PSC), omdat hij verzocht om opschorting van de aankomst van vluchten uit staten waar besmetting door het nieuwe coronavirus was bevestigd.
President Bolsonaro zei dat het sluiten van winkelcentra en handel de economie schaadt. Tijdens de pandemie suggereerden experts van over de hele wereld dat maatregelen om de circulatie van individuen te beperken een van de meest efficiënte manieren was om de verspreiding van het virus in te dammen. Bolsonaro zei echter op 20 maart dat hij zich verzette tegen de sluiting van handels- en marktplaatsen wat door de meeste staatsgouverneurs als maatregel ter bestrijding van het coronavirus was gebruikt.
De gouverneur van São Paulo, João Doria, verzette zich tegen het vermeende gebrek aan actie van president Bolsonaro door te zeggen dat de staatsgouverneurs het werk doen dat de president eigenlijk moet doen, namelijk het leiden van (het volk) te midden van de pandemie van het nieuwe coronavirus. Eerder in Brasília, uitte Bolsonaro kritiek op wat hij "extreme maatregelen", zoals "het sluiten van winkelcentra en wekelijkse outdoor markten" noemde.
Op 20 maart was Brazilië het land met op één na meeste bevestigde gevallende van het coronavirus in het uitvoerende kabinet, net na Iran en gevolgd door Frankrijk. De Braziliaanse regering had minstens dertien prominente politici die besmet waren. Minister van Mijnbouw en Energie, Bento Albuquerque, en de president van de Senaat, Davi Alcolumbre, werden op 18 maart bevestigd.
Op 21 maart beweerde Bolsonaro dat het Congres hem wilde afzetten om een confrontatie af te dwingen. De president van de Kamer van Afgevaardigden, Rodrigo Maia (DEM-RJ), en van de Senaat, Davi Alcolumbre (DEM-AP), evenals de leiders van de belangrijkste partijen in het Congres zouden niet langer geloven in de mogelijkheid van een productieve dialoog met president Jair Bolsonaro.
Op 23 maart verklaarde Rodrigo Maia dat Brazilië mogelijk 78,1 miljard dollar nodig heeft om het virus te bestrijden.
Op 24 maart verklaarde president Bolsonaro dat de routine in het land weer normaal moet worden en dat de Braziliaanse pers paniek zaaide rond het coronavirus, dat hij opnieuw een "kleine griep" noemde. Sprekend op radio en televisie bekritiseerde Bolsonaro ook gouverneurs voor het implementeren van quarantainemaatregelen - als handels- en grenssluitingen - en vroeg hij waarom scholen werden gesloten.
De president riep op tot "terugkeer naar de normaliteit", een einde aan "massale opsluiting" en zei dat de media "angst" hadden verspreid. Senaatsvoorzitter Davi Alcolumbre (DEM-AP) heeft een notitie uitgebracht waarin hij de toespraak van Bolsonaro als "serieus" classificeerde en zei dat het land "serieus leiderschap" nodig heeft. De voorzitter van de Kamer van Afgevaardigden, Rodrigo Maia (DEM-RJ), bevestigde dat de verklaring "fout was bij het aanvallen van de pers, de gouverneurs en specialisten in volksgezondheid".
Een groot aantal Braziliaanse politici heeft zich uitgesproken tegen deze verklaring van de president van de republiek. De PSDB, de Brazilian Press Association (ABI), de secretarissen van Health of the Northeast, de Brazilian Society of Infectology, spraken zich ook uit tegen de toespraak van de president. In het voordeel van de toespraak van de president spraken zijn twee zonen Eduardo Bolsonaro (geen partij, federaal plaatsvervanger) en Flávio Bolsonaro (geen partij, senator), samen met Vitor Hugo (PSL-GO, federaal plaatsvervanger).
Burgers in verschillende Braziliaanse steden sloegen op potten uit protest tegen Bolsonaro. São Paulo, Rio de Janeiro, Brasília, Belo Horizonte en Recife waren enkele van de steden waar mensen tijdens de toespraak van de president op 24 maart potten gooiden. Brazilianen protesteerden tegen de uitspraak van Bolsonaro (zonder partij). "Potten" werden gehoord in Águas Claras, in het zuidwesten, in Cruzeiro, Asa Norte, Asa Sul, Taguatinga.

### Buitenlands beleid
Op 19 maart begon Eduardo Bolsonaro, de zoon van president Jair Bolsonaro, een diplomatiek geschil met China, de grootste handelspartner van Brazilië, toen hij een bericht tweette dat de Chinese Communistische Partij de schuld gaf van het virus. Yang Wanming, China's topdiplomaat in Brazilië, heeft later een bericht getweet met de mededeling: "De familie Bolsonaro is het grote gif van dit land."  Bolsonaro hield een televisietoespraak over de pandemie, waarbij zowel pro- als anti-Bolsonaro-demonstraties uitbraken in de grootste steden van Brazilië. Volgens een enquête verwierp 64% van de Brazilianen de manier waarop Bolsonaro reageerde op de pandemie, terwijl 44,8% een impeachment zou steunen, een recordhoogte. Volgens sommige bronnen in het Congres beëindigde Bolsonaro de politieke dialoog opzettelijk. Ze beweren dat hij zijn afzetting op die naier afdwong om zijn aanhangers te mobiliseren.

### Reactie van de president
Ondanks de wereldwijde impact van het virus en de voortdurende richtlijnen van de Wereldgezondheidsorganisatie en andere gezondheids- en wetenschappelijke instellingen, is Jair Bolsonaro, de president van Brazilië, van mening dat het risico van het coronavirus overdreven is. De gouverneurs van de staat zijn het openlijk oneens en hebben in hun eigen staten lockdown-maatregelen opgelegd. Tijdens een officiële aankondiging op televisie op 6 maart zei hij dat mensen "de aanbevelingen van deskundigen strikt moeten volgen als de beste beschermingsmaatregel", maar dat "er geen reden is om in paniek te raken". Op 10 maart noemde hij de pandemie een door de media gecreëerde 'fantasie'.  Op 15 maart, terwijl hij werd gecontroleerd door artsen omdat zijn perssecretaris positief was getest op COVID-19, ontmoette hij zijn supporters in een openbare parade in Brasília zonder een masker te dragen;  na het evenement beweerde hij dat bedrijven profiteerden van de 'hysterie' en hij zei dat het publiek niet moest reageren met 'neurose'. Binnen een week werden er beschuldigingen tegen Bolsonaro aanhangig gemaakt vanwege zijn deelname aan de parade. Op 24 maart deed Bolsonaro een openbare aankondiging waarin hij de lokale overheden bekritiseerde voor het uitgeven van quarantaines over "een kleine griep" en de media de schuld gaf van het bang maken van de bevolking. Op 28 april, toen een verslaggever erop wees dat het aantal doden in Brazilië die van China had overtroffen, antwoordde hij: "Wat dan? Het spijt me, maar wat wil je dat ik doe?"  Twitter, Facebook en YouTube hebben enkele berichten verwijderd die door president Bolsonaro zijn gedeeld omdat ze onjuiste informatie over het coronavirus bevatten.

## Gevolg

### Economie

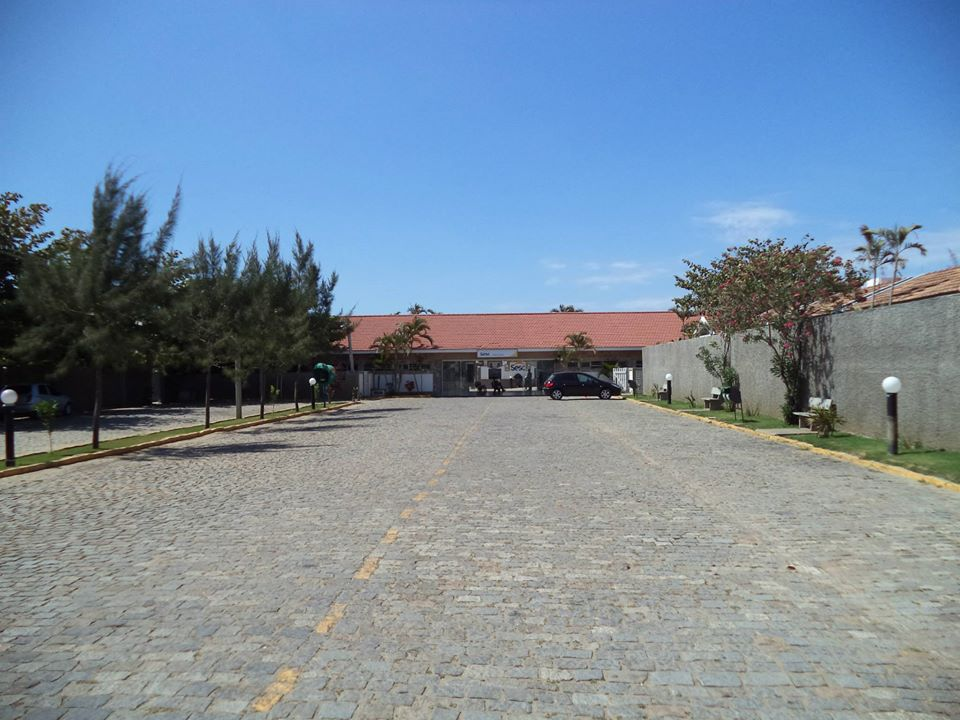
Een filiaal van SESC Hotels in São João da Barra moest sluiten vanwege de financiële crisis als gevolg van de pandemie.

Economen verwachtten een economische stagnatie voor het land in 2020. Op 16 maart kondigde het ministerie van Economie een stimuleringspakket aan van 147,3 miljard om de economie te helpen tegen de gevolgen van de pandemie. De Braziliaanse regering is ook in onderhandeling met de Nieuwe Ontwikkelingsbank om een hulppakket voor haar COVID-19-inspanningen te ontvangen; China ontving een miljard dollar van dezelfde instelling.
Minister van Economie Paulo Guedes heeft op 21 maart een reeks steunmaatregelen aangekondigd om de impact op de economie te verminderen. Naast de betalingsgarantie voor werknemers met verkorte werktijden wordt een uitkering voor zelfstandigen ter waarde van $ 200 voorbereid.

### Opleiding
Op 20 maart had de pandemie wereldwijd gevolgen voor het onderwijs. Er waren landelijke schoolsluitingen in meer dan 100 landen. President Jair Bolsonaro kondigde echter weinig landelijke maatregelen aan om de verspreiding van het virus te vertragen en omdat de federale regering besloot de lessen in het hele land niet te annuleren, hebben lagere bestuursniveaus dit onafhankelijk gedaan. Gemeentelijke, staats- en particuliere scholen en universiteiten reageerden verschillend op de opschorting van lessen. De lessen werden in één keer stopgezet, geleidelijk of helemaal niet. Sommige zijn vervangen door afstandsonderwijs of gewoon uitgesteld. Daarom zijn er volgens UNESCO alleen "gelokaliseerde" (in tegenstelling tot "nationale") schoolsluitingen.

### Favelas
Op 17 maart leden inwoners van favelas in Rio de Janeiro aan een gebrek aan water. Zonder water om zichzelf schoon te maken, werden ze kwetsbaar voor de verspreiding van het coronavirus. Water bereikte delen van de Baixada Fluminense en de noordelijke zone van Rio de Janeiro niet. Tot de getroffen gebieden behoren de gemeenschappen Chatuba de Mesquita, Camarista, Méier en Complexo do Alemão . De infectieziektendokter en kinderarts Cristiana Meirelles zei dat zonder schoon stromend water de situatie catastrofaal zou worden. Cufa, Centraal Única das Favelas, een NGO die werkt in favelas, riep op tot maatregelen om de verspreiding van het coronavirus in favelas te beperken. Overheidsmaatregelen omvatten niet deze economisch kwetsbare gebieden, waar in totaal meer dan 70 miljoen mensen wonen, aldus de organisatie.
Sommige gebieden van Maré hadden twee dagen geen water gehad en andere gebieden hadden naar verluidt twee weken geen water.

### Zorg
Na de eerste gemelde gevallen in Brazilië waren er zorgen of het zorgsysteem de pandemie aan zou kunnen.
Op 18 maart 2020 hebben ziekenhuizen in São Paulo een gebrek aan gezondheidsmateriaal, zoals maskers, handschoenen en handdesinfecterend middel, aan de kaak gesteld door prijsstijgingen. Volgens hen gingen de pakketten met maskers van $ 4,50 in januari naar $ 140 op 17 maart. De regering zei met de industrie te gaan onderhandelen om aan de vraag te voldoen.
In Salvador ondervonden lokale winkels een tekort aan maskers en handdesinfecterend middel. Rio en vijf andere gemeenten in de staat hebben een noodsituatie afgekondigd om verspreiding van het coronavirus te beperken. Ook de gemeenten São Gonçalo en Guapimirim hebben de noodtoestand uitgeroepen; Niterói, Nova Iguaçu en Mesquita hebben een noodsituatie afgekondigd op het gebied van de volksgezondheid.
Op 19 maart 2020 voorspelden wetenschappers in het ergste geval tot 2 miljoen sterfgevallen in Brazilië, zonder maatregelen om het coronavirus te beperken. Ze wezen erop dat het bewaren van sociale afstand een van de meest effectieve maatregelen was bij afwezigheid van een vaccin. Hun conclusie kwam na een analyse van de groeicurve van COVID-19-gevallen in Brazilië. Het besmettingspercentage was hetzelfde als in Italië, aangezien het aantal besmette mensen elke 54 uur was verdubbeld. Volgens schattingen zou het aantal bevestigde gevallen op 24 maart de 3.000 kunnen bereiken. Volgens het ministerie van Volksgezondheid zou het aantal geïnfecteerde patiënten tot eind juni exponentieel toenemen. De burgemeester van Belo Horizonte, Alexandre Kalil (PSD), vroeg generaal Altair José Polsin, commandant van de 4th Army Region, om de tijdelijke aanstelling van 51 professionals uit het garnizoen van het leger om te assisteren bij de strijd tegen het coronavirus. Het Braziliaanse leger heeft deze hulp nog niet toegezegd. Piekgevallen van COVID-19 in Belo Horizonte werden verwacht in de eerste week van april. In een interview kondigde de gezondheidssecretaris de oprichting aan van nog twee centra voor luchtwegaandoeningen en bestudeerde hij het plaatsen van PM's om de bevolking te dienen.

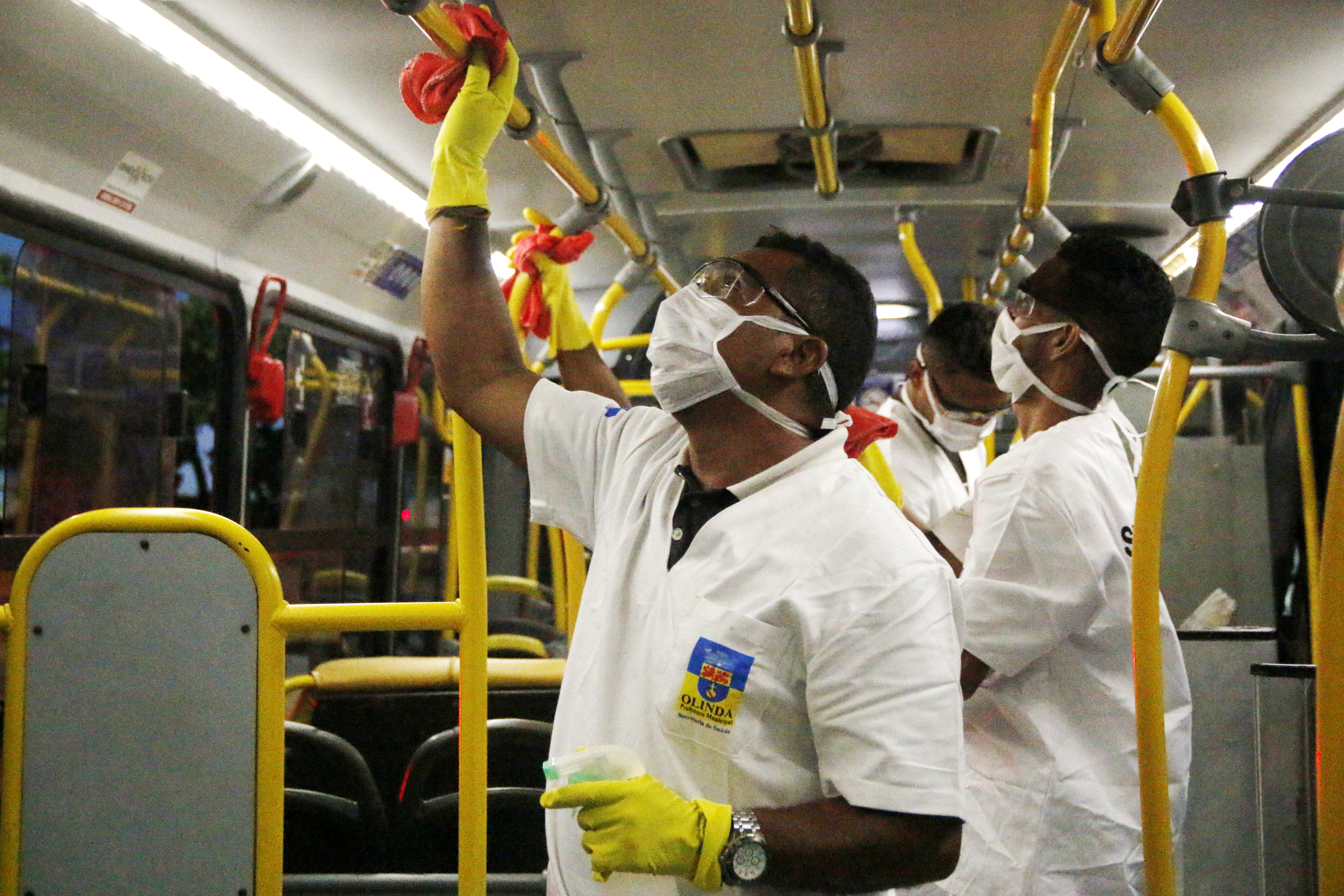
Gezondheidswerkers desinfecteren het openbaar vervoer om verspreiding te voorkomen.

De regering van Rio Grande do Sul heeft een openbare noodsituatie afgekondigd, met maatregelen zoals het verbod op reizen tussen staten en de beperking van op de markten gekochte artikelen, met het besluit dat van kracht is vanaf 19 maart 2020. Medewerkers van vier openbare ziekenhuizen in de stad São Paulo meldden een tekort aan materialen zoals alcoholgel, maskers en handschoenen bij de verzorging van patiënten met een vermoedelijke besmetting met het coronavirus. Professionals in de Sistema Único de Saúde (SUS) meldden een tekort aan maskers en rantsoenering van gelalcohol, hoewel de situatie van de openbare dienst anders was dan die van particuliere ziekenhuizen in São Paulo. Winkels die gespecialiseerd waren in medische benodigdheden hadden niet langer alcoholgel en maskers, waaronder N95-maskers die door gezondheidswerkers werden gebruikt. Straatverkopers zouden inspringen op de vraag naar apparatuur en daarvan proberen te profiteren.
Op 20 maart berichtte de pers dat Brazilië in tegenspraak was met de aanbeveling van de Wereldgezondheidsorganisatie door alleen patiënten in een ernstige toestand te testen. João Gabbardo, directiesecretaris bij het ministerie van Volksgezondheid, zei dat de aangenomen criteria niet zouden veranderen en dat mensen met ernstige klachten op COVID-19 zouden worden getest. De volgende dag kondigde een groep wetenschappers aan dat ze nieuwe COVID-19-tests in Brazilië aan het ontwikkelen waren. Ze verwachten een test te ontwikkelen die werkt met een enkele druppel bloed van de patiënt. Ze verwachtten dat het klaar zou zijn tijdens de huidige uitbraak van COVID-19 en hoopten enkele van de belangrijkste Braziliaanse universiteiten bij de ontwikkeling ervan te betrekken. Zonder beschermende artikelen improviseerden gezondheidswerkers petten als maskers in ziekenhuizen. Naast de eerste gevallen van het coronavirus in Acre, hadden gezondheidswerkers in de staat te maken met het gebrek aan persoonlijke beschermingsmiddelen (PBM). Sommige agenten improviseerden met petten als maskers.
Gezondheidswerkers in de staat Rio de Janeiro (RJ) klaagden over het gebrek aan voorwaarden om met patiënten met COVID-19 te werken. Artsen zeiden dat er in ziekenhuis Salgado Filho geen N95-maskers waren met een efficiënter filter. Vakbonden zeiden dat er een tekort was aan persoonlijke beschermingsmiddelen in ziekenhuizen.

### Religieuze diensten
Dom Odilo Scherer, aartsbisschop van São Paulo, had aanvankelijk het standpunt verdedigd dat kerken niet gesloten moesten worden, met het argument dat er meer dagelijkse diensten zouden moeten zijn om grote bijeenkomsten te verspreiden. Later verklaarde hij de schorsing van vieringen met de mensen. Bisschop Edir Macedo, oprichter van de Universele Kerk van het Koninkrijk van God, verklaarde ook dat diensten niet mogen worden opgeschort, evenals Silas Malafaia, leider van Assembleia de Deus Vitória em Cristo. Malafaia zei dat hij zijn kerken alleen zou sluiten als dit op bevel van de rechtbank verplicht was. Macedo veroorzaakte meer controverse nadat hij het coronavirus had afgedaan als een creatie van de media.

### Televisie
Braziliaanse netwerken begonnen tijdens hun programmering met het uitzenden van preventietips. Globo, SBT, RecordTV, Band en RedeTV! kondigden aan dat ze de productie van al hun telenovela's zouden stopzetten en hun talkshows zouden opnemen zonder een live publiek, terwijl ze de journalistiek in hun programmering zouden uitbreiden.

## Statistieken

### Totaal aantal bevestigde gevallen
Vanwege een beveiligingsprobleem met de MediaWiki Graph-software is het momenteel niet mogelijk deze grafiek weer te geven. Zodra de software is bijgewerkt zal de grafiek vanzelf weer zichtbaar worden.

### Nieuwe gevallen, per dag
Vanwege een beveiligingsprobleem met de MediaWiki Graph-software is het momenteel niet mogelijk deze grafiek weer te geven. Zodra de software is bijgewerkt zal de grafiek vanzelf weer zichtbaar worden.

### Totaal aantal doden
Vanwege een beveiligingsprobleem met de MediaWiki Graph-software is het momenteel niet mogelijk deze grafiek weer te geven. Zodra de software is bijgewerkt zal de grafiek vanzelf weer zichtbaar worden.

### Nieuwe doden, per dag
Vanwege een beveiligingsprobleem met de MediaWiki Graph-software is het momenteel niet mogelijk deze grafiek weer te geven. Zodra de software is bijgewerkt zal de grafiek vanzelf weer zichtbaar worden.